# Merano Challenger 1992
Il Merano Challenger 1992 è stato un torneo di tennis facente parte della categoria ATP Challenger Series nell'ambito dell'ATP Challenger Series 1992. Il torneo si è giocato a Merano in Italia dal 31 agosto al 6 settembre 1992 su campi in terra rossa.

## Vincitori

### Singolare
Lars Koslowski ha battuto in finale  Roberto Azar con il punteggio di 6–3, 6–4

### Doppio
Sander Groen /  David Prinosil hanno battuto in finale  Lionnel Barthez /  Alois Beust con il punteggio di 6–4, 6–4